# Hrebielka
Hrebielka (biał. Грэбенка, ros. Гребенка) – wieś na Białorusi, w obwodzie mińskim, w rejonie mińskim, w sielsowiecie Michanowicze.
Dawniej folwark.